# Robert Glatzel
Robert-Nesta Glatzel (Fürstenfeldbruck, 8 gennaio 1994) è un calciatore tedesco, attaccante dell'Amburgo.

## Carriera

### Heidenheim
Il 3 aprile 2019, durante i quarti di finale di DFB-Pokal contro il Bayern Monaco, realizza un’inutile, seppur prestigiosa, tripletta all’Allianz Arena, in quanto il match venne vinto dai padroni di casa per 5-4.
Realizza complessivamente, tra campionato e coppa, 24 reti in 61 partite.

### Cardiff City
Il 31 luglio 2019 passa agli inglesi del Cardiff City, club militante in Championship inglese, per 4 milioni di euro. Con la nuova maglia debutta dal primo minuto il 10 agosto contro il Luton Town, mentre il 13 settembre seguente realizza la prima rete nel match pareggiato 1-1 contro il Derby County

### Amburgo
Dopo un prestito durato dal gennaio 2021 a giugno dello stesso anno al Magonza viene comprato dall' Amburgo per una cifra di 900.000 euro.